# Escudo de San Francisco
El escudo de San Francisco, California, que fue adoptado en los años 1850, representa a dos trabajadores; en un lado un minero y, en el otro lado, un marinero con un sextante. Por encima de ellos hay un fénix y, tras él, está la bahía de San Francisco con unas embarcaciones. El fénix simboliza el resurgimiento de la ciudad de las cenizas, esto en referencia a los numerosos incendios devastadores producidos a comienzos de los años 1850. En el lema se puede leer "Oro en paz, fierro en guerra".